# Camerlengo (Repubblica di Venezia)

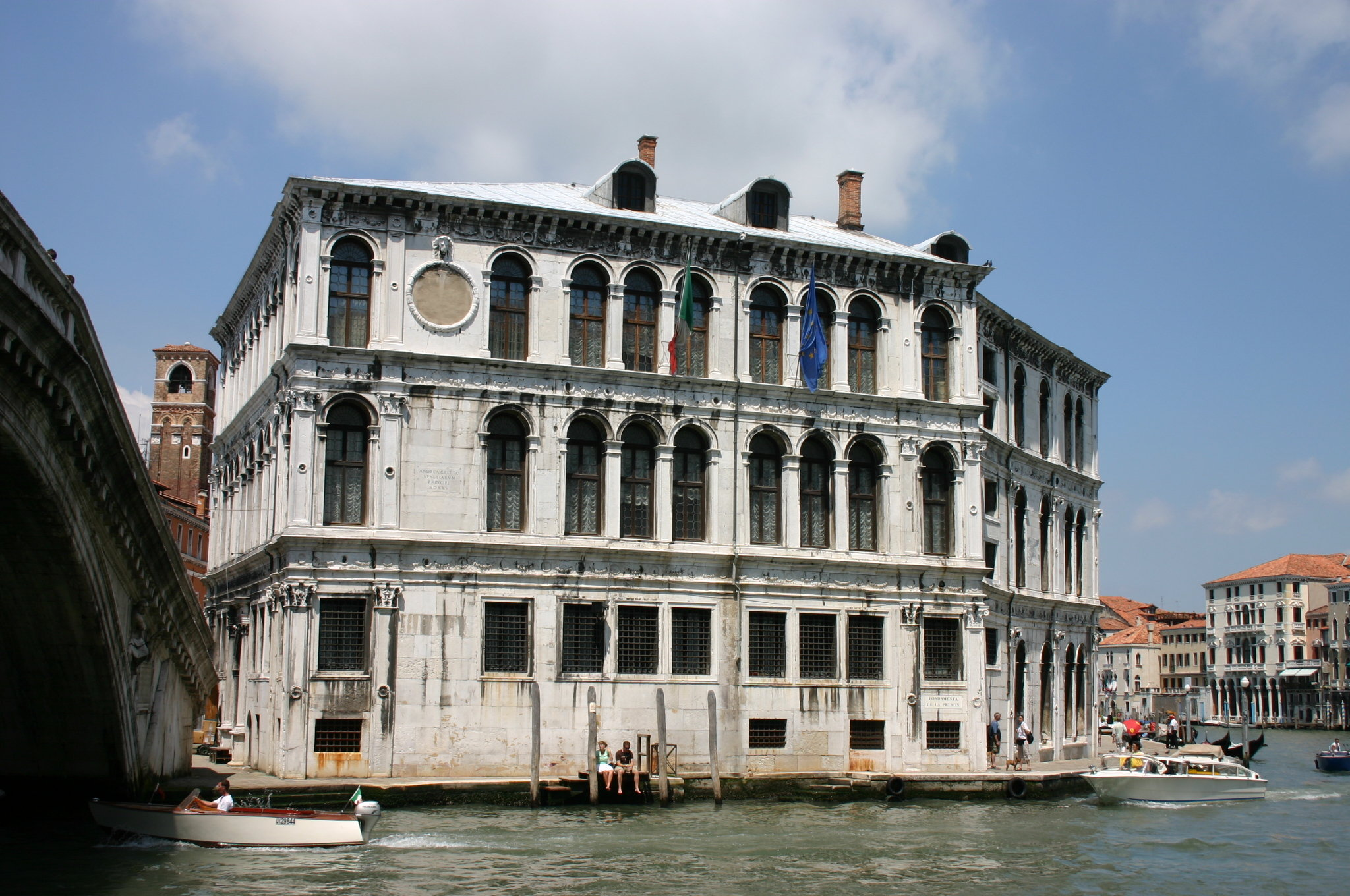
Il Palazzo dei Camerlenghi, sede realtina dei Camerlenghi de Comùn.

Nella Repubblica di Venezia diversi magistrati sovrintentendi alle attività economiche portavano il titolo di camerlengo.

## Camerlenghi de Comùn
I Camerlenghi de Comùn, o semplicemente Camerlenghi, erano i pubblici cassieri dello Stato e sovrintendenti alle attività di riscossione e di redistribuzione delle entrate. Risiedevano a Rialto nel Palazzo dei Camerlenghi e possedevano uffici nella Zecca di San Marco. Vennero istituiti contestualmente alla nascita del Commune Veneciarum per garantire l'equa amministrazione economica della Repubblica.

## Camerlengo del Consiglio dei Dieci
Un Camerlengo era posto all'amministrazione della cospicua quantità di denaro a disposizione del potente Consiglio dei Dieci per l'esercizio delle sue attività di sorveglianza segreta.

## Camerlenghi dei reggimenti
Camerlenghi erano nominati dal Maggior Consiglio nelle città di provincia (provincie che passavano sotto il nome di reggimenti) per la riscossione, custodia e distribuzione delle regalie.
A Brescia è ancora radicato il nominativo di "Casa dei Camerlenghi" per un palazzo di piazza del Duomo, antica sede dei camerlenghi bresciani, poi convertita in edificio residenziale privato.
A Traù, nella Dalmazia Veneta, è ancora intatto il Castello del Camerlengo.